# Iole
Pour l’article homonyme, voir Iole (oiseau).
Vous pouvez aider à l'améliorer ou bien discuter des problèmes sur sa page de discussion.
- Il ne cite pas suffisamment ses sources. Vous pouvez indiquer les passages à sourcer avec {{référence nécessaire}} ou {{Référence souhaitée}}, et inclure les références utiles en les liant aux notes de bas de page. (Marqué depuis mai 2025)
- Il doit être recyclé. La réorganisation et la clarification du contenu sont nécessaires. (Marqué depuis mai 2025)

- Archive Wikiwix
- Bing
- Cairn
- DuckDuckGo
- E. Universalis
- Gallica
- Google
- G. Books
- G. News
- G. Scholar
- Persée
- Qwant
- (zh) Baidu
- (ru) Yandex
- (wd) trouver des œuvres sur Wikidata

Dans la mythologie grecque, Iole (en grec ancien Ἰόλη / Iólē) est la fille d'Eurytos et d'Antiope (en), le couple royal d'Œchalie, et la sœur d'Iphitos.
Elle est ravie par Héraclès, ce qui provoque la jalousie de son épouse Déjanire et la pousse à le tuer à l'aide d'une tunique empoisonnée donnée par Nessos.

## Mythe

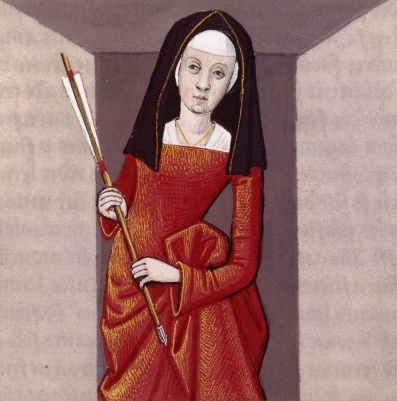
Iole tenant une flèche (réminiscence de la flèche empoisonnée d'Héraclès à Nessos), miniature de Robinet Testard tirée d'un manuscrit du De mulieribus claris de Boccace, vers 1488-1496, BNF, Fr.599, f.20r.

### Sources antiques
- Pseudo-Apollodore, Bibliothèque [détail des éditions] [lire en ligne] (II, 6, 1-3).
- Diodore de Sicile, Bibliothèque historique [détail des éditions] [lire en ligne] (IV, 31, 37).
- Sénèque, Hercule sur l'Œta (173-225).
- Sophocle, Les Trachiniennes [détail des éditions] [lire en ligne].
- Catalogue des femmes [détail des éditions] (fr. 26, 31a).